# Hemideina crassidens
Hemideina crassidens är en insektsart som först beskrevs av Blanchard 1851.  Hemideina crassidens ingår i släktet Hemideina och familjen Anostostomatidae. Inga underarter finns listade i Catalogue of Life.

## Bildgalleri

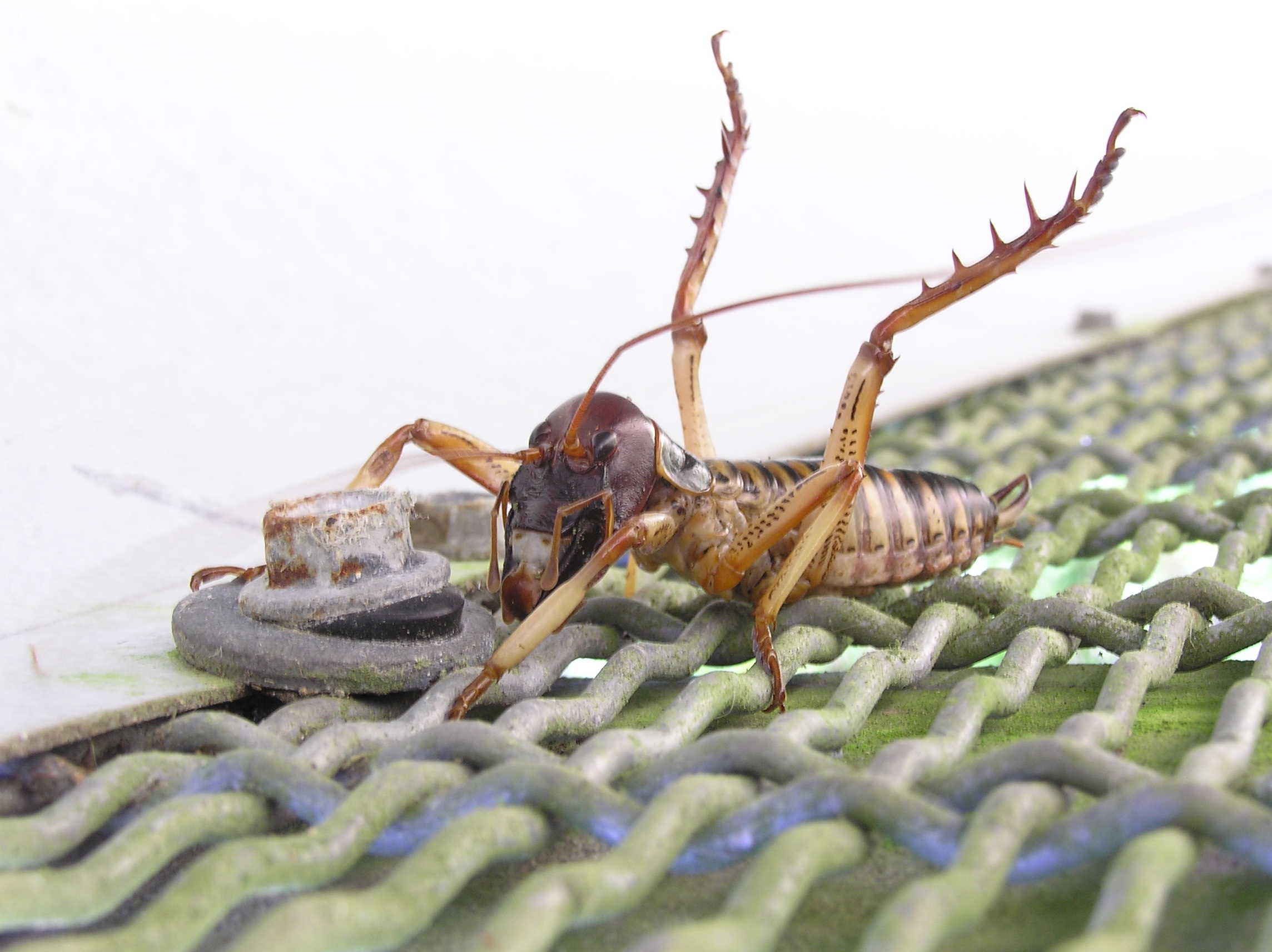
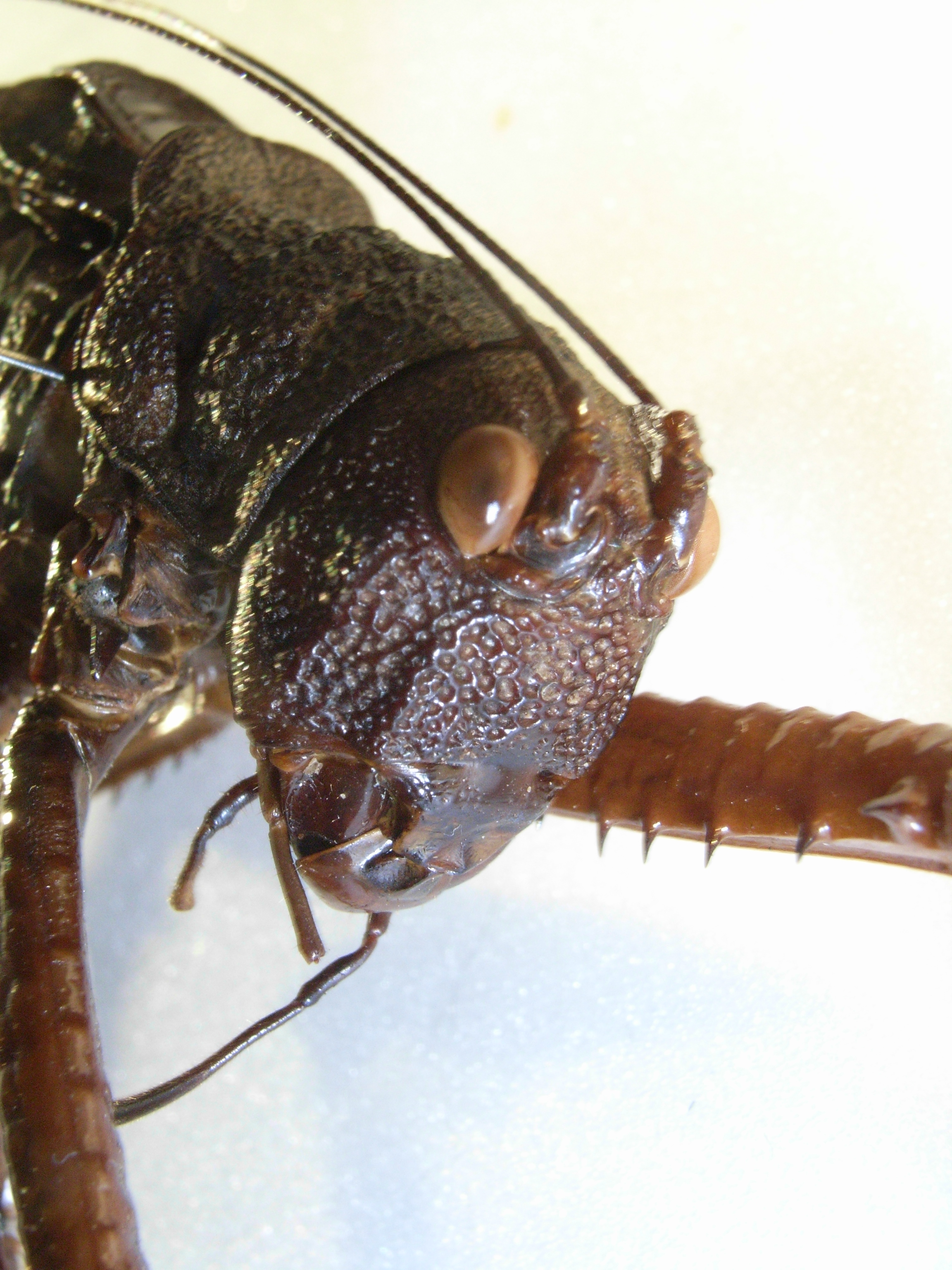
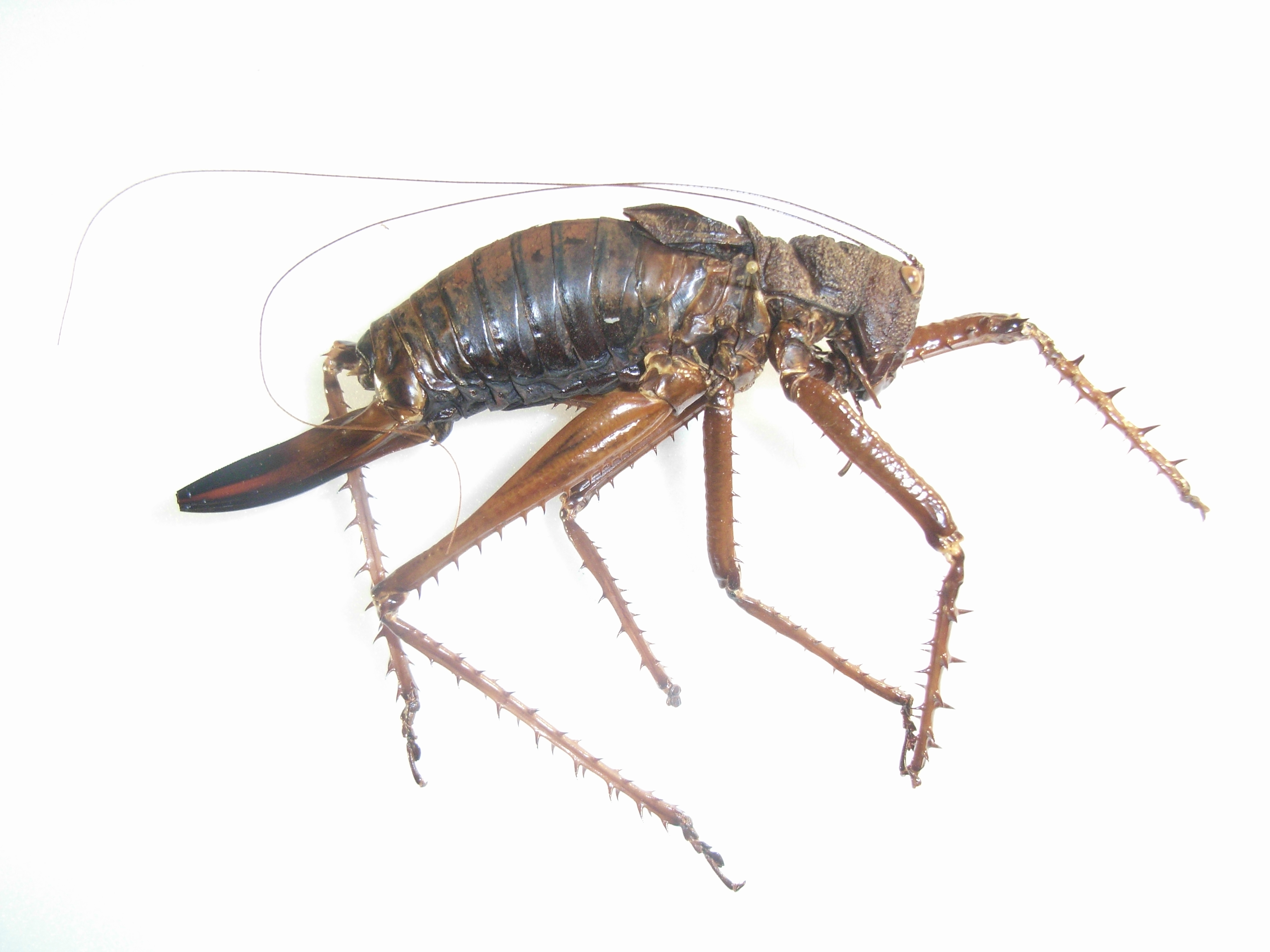
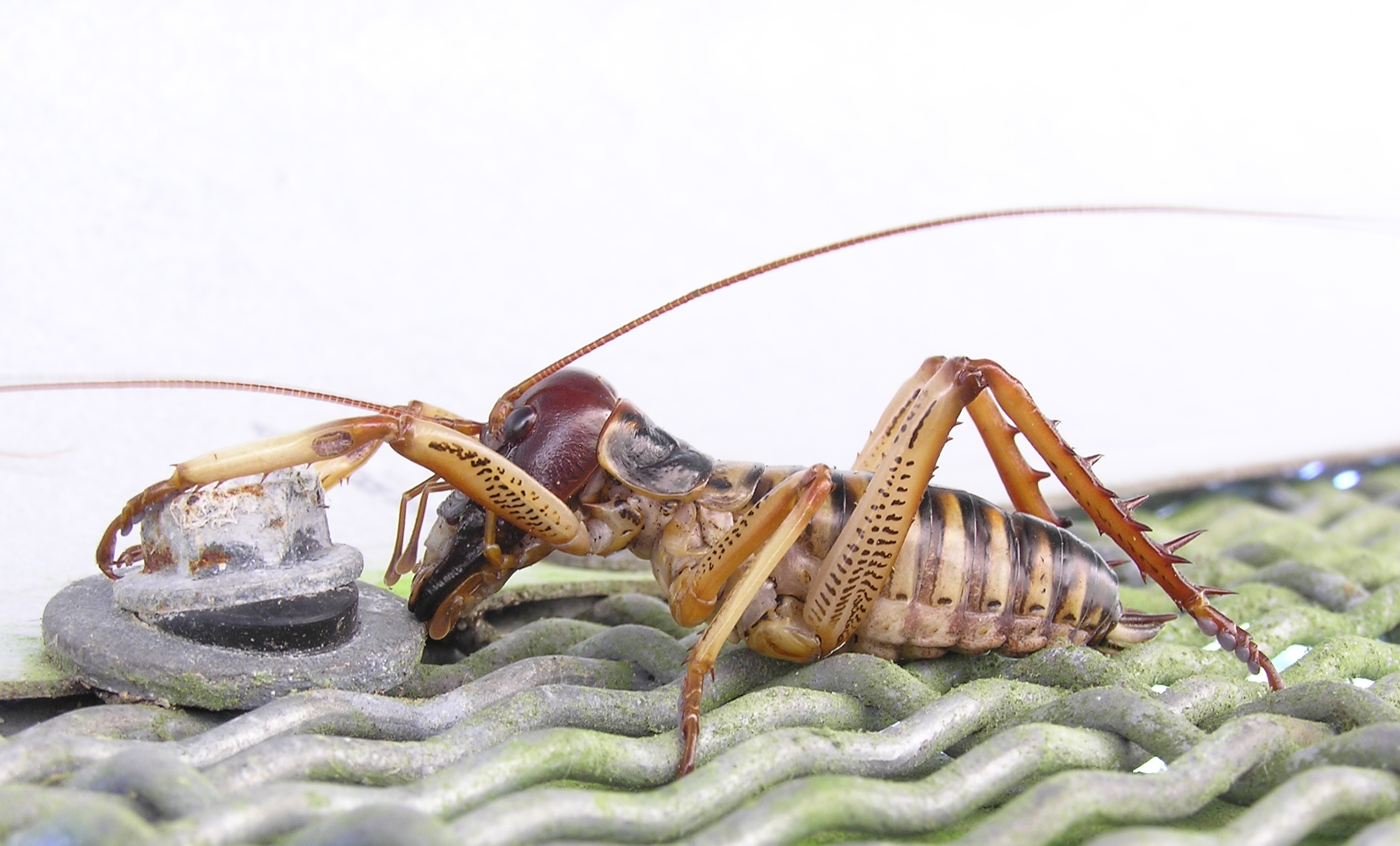
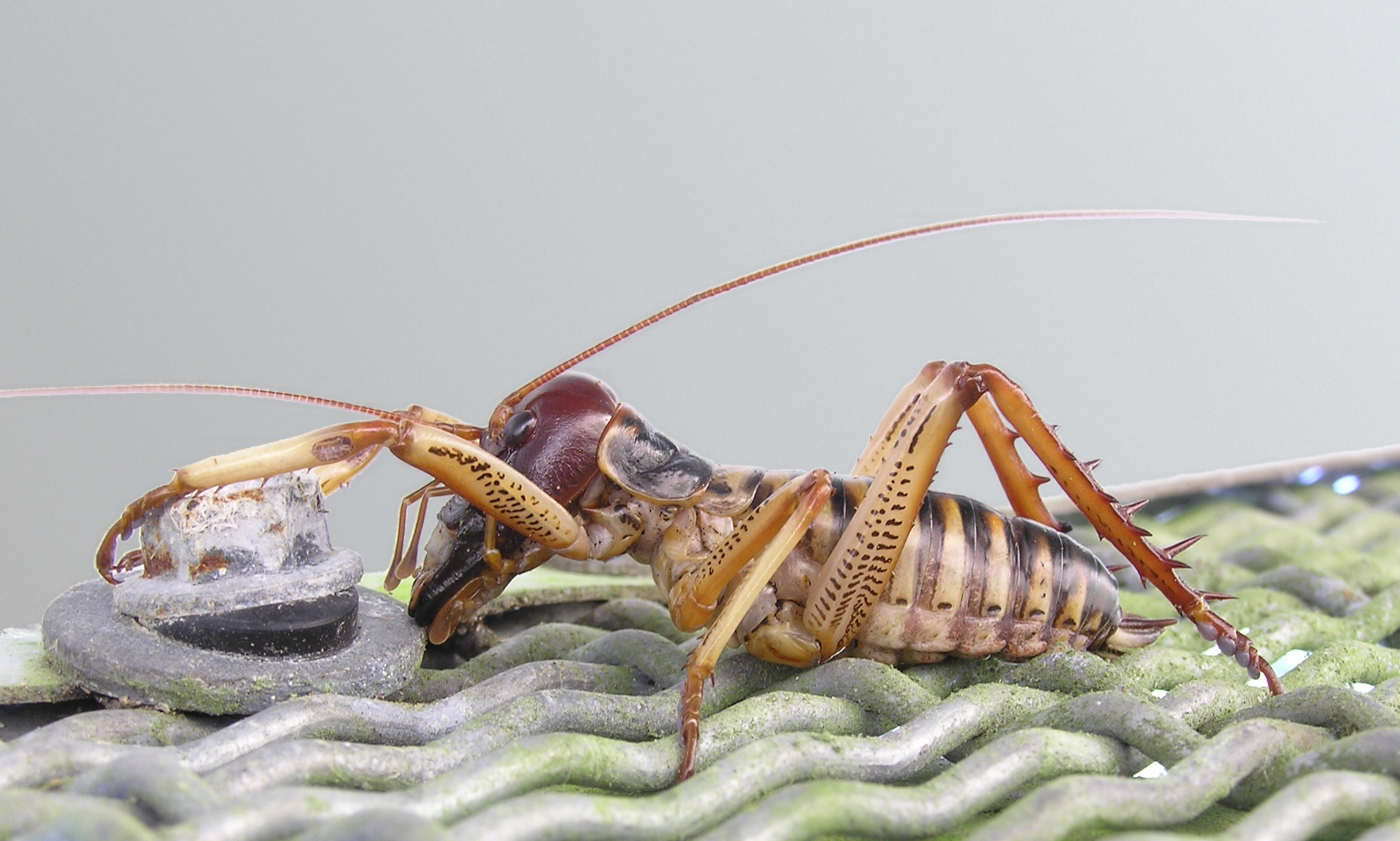
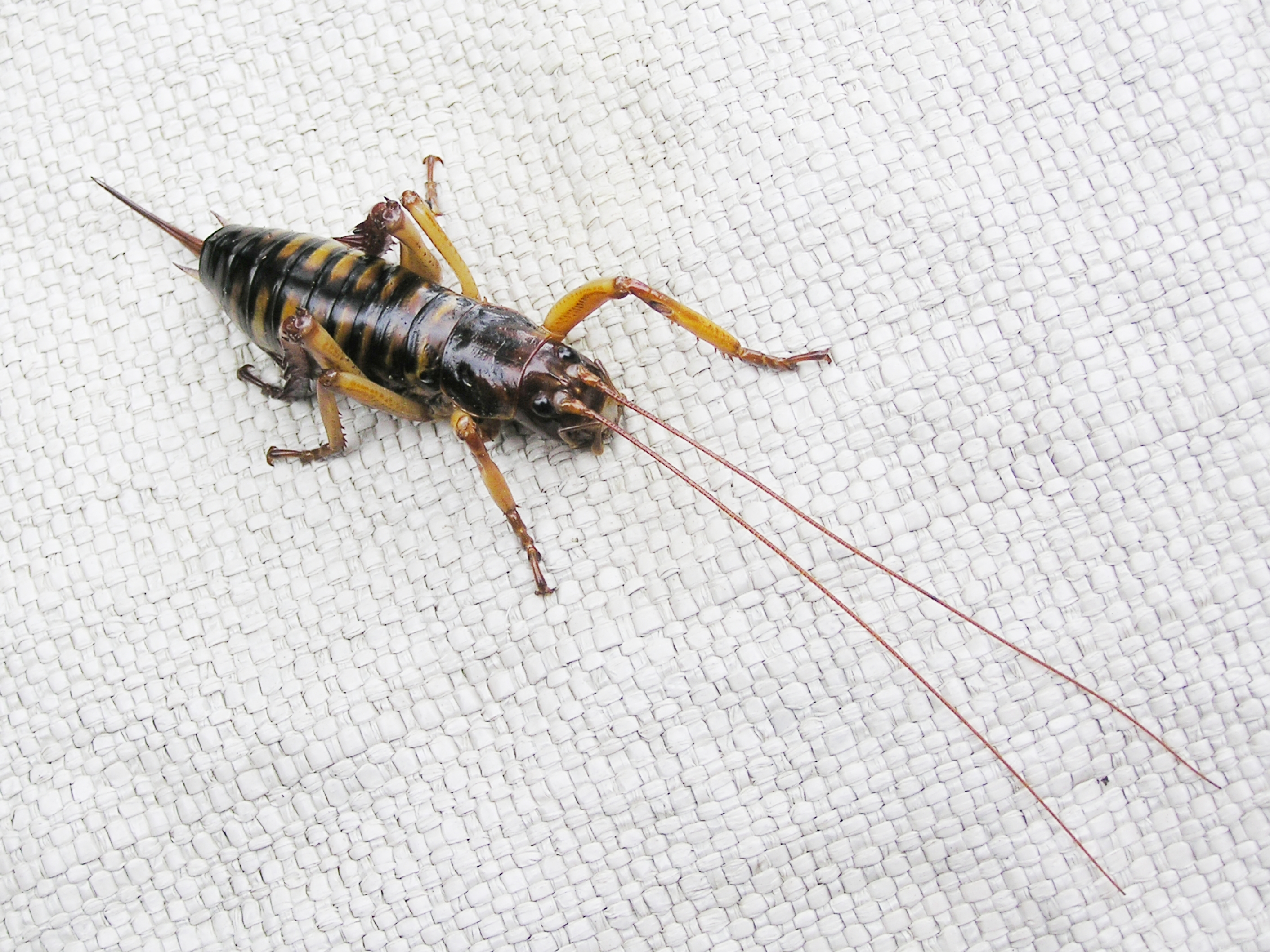